# Ralph Della Cava
Ralph Della Cava (Nova Iorque,1934) é um professor de História, antropólogo e escritor norte-americano.

## Biografia
É professor de história no Queens College da Universidade da Cidade de Nova Iorque. Juntamente com Paula Montero, da Universidade de São Paulo, foi co-diretor de uma programa de pesquisa de três anos, sobre Catolicismo e Sociedade no Brasil do pós-guerra, patrocinado pela Pontifícia Universidade Católica e pela Fundação Ford e Fundação Tinker.
É pesquisador sênior do Instituto de Estudos Americanos da Universidade de Columbia e especialista em história do Brasil moderna. 
Passou um ano no Brasil no final da Era Vargas, a maior parte do tempo pesquisando no Arquivo Público do Ceará sobre a vida do padre Cícero. A partir desta pesquisa escreveu o livro Milagre em Joaseiro, uma biografia do Padre Cícero, publicada em 1970, transformada no filme Milagre em Juazeiro. É considerada o melhor estudo já escrito sobre a vida do padim Ciço. Para escrever o livro, Della Cava esteve em Juazeiro onde reuniu fotos, documentos da Diocese do Crato, inclusive relatos das pessoas que presenciaram o suposto milagre, além de depoimentos de estudiosos, religiosos e romeiros.
Foi também parte da igreja católica militante da defesa dos negros norte-americanos, em dezembro de 1969 recebeu três brasileiros em seu apartamento no Harlem (Domício Pereira, Jether Ramalho e Rubem César Fernandes), em Nova Iorque. Eles traziam vários documentos denunciando torturas do Regime Militar brasileiro. Com eles acertou a criação do American Committee for Information on Brazil, locado no Conselho das Igrejas deveria organizar denúncias e preparar um dossiê sobre as torturas. 
Escreveu também outros livros sobre religião e sociedade brasileira, além de sobre a Europa Central e sobre a União Soviética.
Em 2011 recebeu o título de doutor honoris causa da Universidade Federal do Ceará, devido aos serviços prestados na pesquisa do Cariri.